# Faites entrer l'invité (émission de radio)
Vous lisez un « bon article » labellisé en 2014.
Pour les articles homonymes, voir Faites entrer l'invité.
Faites entrer l'invité est une émission de radio française à caractère humoristique présentée par Michel Drucker, accompagné de Julie Leclerc. Elle est diffusée sur Europe 1 à partir du 22 août 2011 et dure deux saisons avant de s'arrêter le 12 juillet 2013.
Entouré par plusieurs chroniqueurs, Michel Drucker reçoit un ou plusieurs invités dans le cadre d'une promotion d'un événement et pour évoquer sa carrière. Entretemps, les chroniqueurs, via des billets d'humeur, taquinent l'invité ainsi que les différents participants de l'émission.
Retransmise du lundi au vendredi, de 10 h 30 à 12 h lors de la première saison puis de 10 h à 11 h 30 pour sa seconde saison, l'émission rassemble en moyenne plus de 500 000 auditeurs par jour. En tout, il y aura 410 émissions inédites de Faites entrer l'invité sur deux ans, dont dix-neuf en délocalisation.

## Concept de l'émission
Présentée en direct et en public, Faites entrer l'invité est une émission axée sur la culture mais aussi sur l'humour,. Pendant une heure et demie, un ou plusieurs invités provenant du monde « du cinéma, de la musique et du spectacle » s'expriment sur leurs carrières ainsi que leurs actualités du moment. L'émission est rythmée par des questions d'auditeurs.
Entretemps, des chroniqueurs-humoristes, « les plus déjantés [d'Europe 1] », n'hésitent pas à taquiner l'animateur Michel Drucker, Julie Leclerc qui l'accompagne, l'invité, mais aussi les uns les autres. L'émission s'inscrit dans le registre de la détente, de la bonne humeur et de l'impertinence,.
L'émission se conclut par les « Questions en rafales » de Drucker, composé de questions plus ou moins loufoques et insolites, posées à l'invité.

## Histoire

### Contexte et début de l'émission

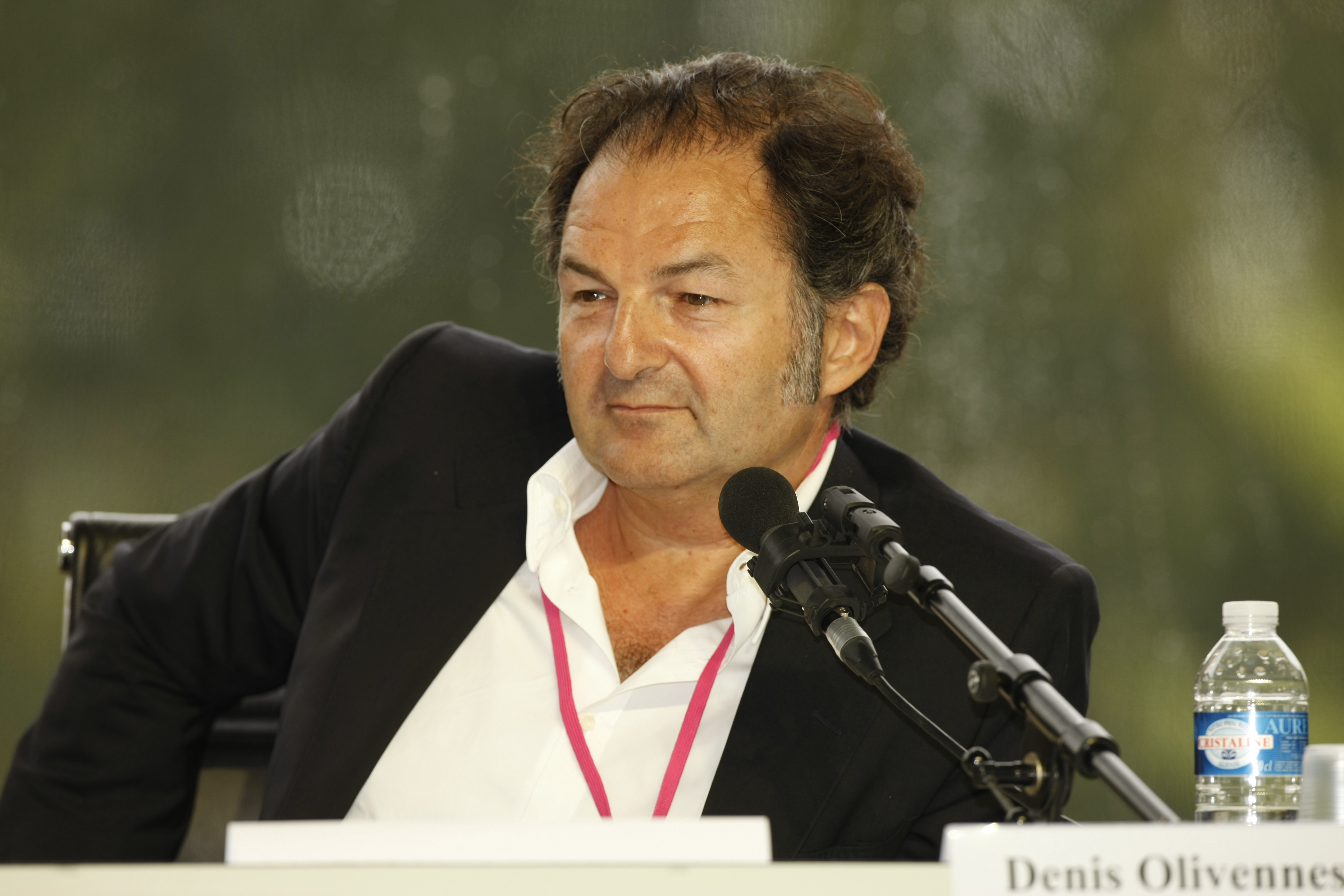
Denis Olivennes, ici en 2009, demande à Michel Drucker de présenter une quotidienne pour une durée minimum de deux saisons.

En mai 2011, l'émission Le Carré magique, présenté par Nagui, n'est pas renouvelée en raison de mauvaises audiences,. Cette annulation cause un certain froid entre l'animateur et la station de radio, entraînant son départ. Jean-Marc Morandini et son émission Le Grand Direct des Médias sont décalés sur la tranche horaire 9 h 30 - 10 h 30, là aussi à cause de chiffres jugés insuffisants. Denis Olivennes, président d'Europe 1, demande à Drucker de revenir pour animer une quotidienne. Olivennes désire que l'information et le divertissement soient de nouveau présents sur l'antenne et « installer dans sa grille des émissions qui durent ». Le patron d'Europe 1 cherche à reproduire une émission avec une synergie telle qu'avait Philippe Gildas avec le duo Antoine de Caunes et José Garcia dans Nulle part ailleurs.
Le 3 juin 2011, Michel Drucker annonce, dans un entretien au Parisien, qu'il animera une quotidienne sur Europe 1 à partir de la rentrée,. Baptisée Faites entrer l'invité, l'émission est prévue pour une durée de deux saisons,. L'animateur de Vivement dimanche fait son retour dans une quotidienne radiophonique, après Europe 1 Découvertes qu'il anime le temps de la saison 2008/2009.
Il explique que son émission sera tournée vers le monde du spectacle et de la culture, excluant les personnalités politiques ainsi que celles de la télévision. Le but de son programme est de « montrer que ces personnalités ont une capacité à faire rire que le public ignore ». Drucker informe qu'il sera accompagné par des humoristes qui présenteront des portraits loufoques des invités. Il confie « [qu'il veut] être impertinent, aller vers la dérision ou l'autodérision. »
Faites entrer l'invité démarre officiellement le 22 août 2011 avec Michel Leeb comme premier invité,. Cette première émission est appréciée, notamment par le site Staragora, qui est amusé de voir Drucker « s'essay[ant] au langage des jeunes » et affirme que pendant cette émission, le présentateur « s'est lâché pour le plus grand plaisir de l'équipe jeune et dynamique qui l’entourait ». Le Figaro définit la nouvelle émission d'Europe 1 comme la meilleure de la rentrée 2011 avec une note de 8/10. Les journalistes Muriel Frat et Véziane de Vezins ajoutent que Michel Drucker montre « un nouveau visage » qui est « plus drôle, plus délire, plus incisif que celui qu'on a l'habitude de voir sur France 2 », félicitent les chroniqueurs comme Willy Rovelli, Commandeur et Madenian, et définissent Faites entrer l'invité comme « un programme détente tout indiqué en cette période morose ».
Dans la grille des programmes de la station, elle est précédée par Le Grand Direct des Médias de Jean-Marc Morandini et suivie par Europe 1 midi, tranche d'informations de la mi-journée animée par Guillaume Cahour en 2011-2012 puis Patrick Roger en 2012-2013,.

### Faits marquants
De nombreux évènements, plus ou moins prévus, se sont déroulés au sein de l'émission Faites entrer l'invité, relayés sur Internet ou encore dans la presse :
- Le 26 août 2011, lors de la cinquième émission, clôturant la première semaine de diffusion, Michel Drucker arrive dans le studio, affublé d'une blouse de médecin et d'un stéthoscope. Il transporte également un défibrillateur portable ainsi que des boîtes de médicaments. De plus, il porte un badge au nom de Patrick Pelloux, médecin urgentiste, qui est l'invité du jour. L'animateur avoue que le badge lui a été offert par Pelloux en 2009[17],[18],[19].
- Le 19 septembre 2011, alors que Matthieu Noël termine son papier sur Yannick Noah, une « panne d'électricité » vient perturber la tirade du chroniqueur. Après quelques secondes d'interruption, celui-ci termine son texte dans la quasi-pénombre[20].
- Le 16 novembre 2011, Maxime Chattam est l'invité de Michel Drucker. Il rencontre la chroniqueuse Faustine Bollaert, qui fait un papier sur lui. La présentatrice et l'écrivain nouent une relation et se marient en août 2012. Ils accueilleront une petite fille, prénommée Abbie, le 18 juillet 2013[21],[22].
- Lors de l'émission du 28 mars 2012, pendant que Camille Chamoux interprète un slam en hommage à Omar Sy, l’intéressé se met à danser au milieu du plateau, sous les yeux de la chroniqueuse[23].
- Le 24 mai 2012, dans le cadre d'une chronique sur le groupe Brigitte, Willy Rovelli embrasse Michel Drucker sur la bouche. L'humoriste avait affirmé, citant une interview des deux femmes, qu'elles s'embrassaient avant d'entrer sur scène[24],[25],[26].
- Plus d'un an après avoir embrassé Drucker, Willy Rovelli récidive, le 5 avril 2013, avec Roselyne Bachelot, à la fin de sa chronique[27].

### Invités
De nombreux invités, de différents horizons, vont se succéder dans Faites Entrer l'invité. Onze personnalités viendront à trois reprises, à savoir Patrick Pelloux, Alain Chabat, François Cluzet, Jean-Luc Petitrenaud, Dave, Franck Ferrand, Clovis Cornillac, José Garcia, Jamel Debbouze et Jonathan Lambert.

### Arrêt de l'émission
Dans les derniers jours du mois d'avril 2013, Cyril Hanouna est annoncé pour la saison prochaine sur Europe 1. Selon son entourage, il prendrait la case horaire occupée par Drucker et ses collègues. Hanouna ne conteste pas la rumeur mais affirme qu'« aucune décision [n'est] prise ». Le 30 avril 2013, Michel Drucker annonce que Faites entrer l'invité ne sera pas reconduit pour la saison prochaine, décidant d'arrêter sa quotidienne. Cependant, l'animateur avoue qu'il serait « possible » de le voir continuer sur Europe 1, dans « une émission hebdomadaire si la direction trouve la place dans la grille »,,. Le 14 mai 2013, le directeur général Fabien Namias confirme la venue de Cyril Hanouna pour remplacer Drucker, qui a demandé une année sabbatique,.
Le 19 juin, Denis Olivennes intervient en fin d'émission. Il remercie Michel Drucker « au nom d'Europe 1, au nom de tous les auditeurs, en [son] nom pour ces deux années de Faites entrer l'invité ». Le patron d'Europe 1 affirme que le présentateur de France Télévisions l'a « comblé au-delà de toutes [ses] espérances » et que Drucker a mis en avant une « nouvelle génération d'humoristes de grand talent ». Olivennes conclut en disant qu'Europe 1 restera la maison de Drucker et « qu'on attend, avec impatience, [son retour], et le retour de Faites entrer l'invité, qui est une émission qu'on aime. » L'animateur, répondant aux questions en rafales, affirme que, pour le retour de l'émission, Hanouna sera son premier invité.
La dernière émission de Faites entrer l'invité se déroule le 21 juin 2013 lors de la fête de l'été et du casse-croûte à Salers. Les chroniqueurs font plusieurs surprises à Drucker pour cette dernière. D'abord, le jingle parodique, avant l'émission, est une annonce de tous les chroniqueurs qui remercie l'animateur pour ces deux ans d'émission. Ensuite, alors que Michel Drucker annonce le morceau La Montagne de Jean Ferrat, c'est une parodie de cette chanson qui est diffusée, chantée par Mathieu Madénian, Willy Rovelli, Camille Combal, Julie Leclerc, Charlotte Gabris, Matthieu Noël et Jérôme Commandeur (sous les traits de son personnage Dominique Bestondard). Ils remercient une nouvelle fois Drucker pour cette aventure.
Après cette dernière émission, du 24 juin au 12 juillet 2013, Europe 1 programme quinze émissions best-of de Faites entrer l'invité avant de la déprogrammer.

## Chroniqueurs

### Mouvements des chroniqueurs

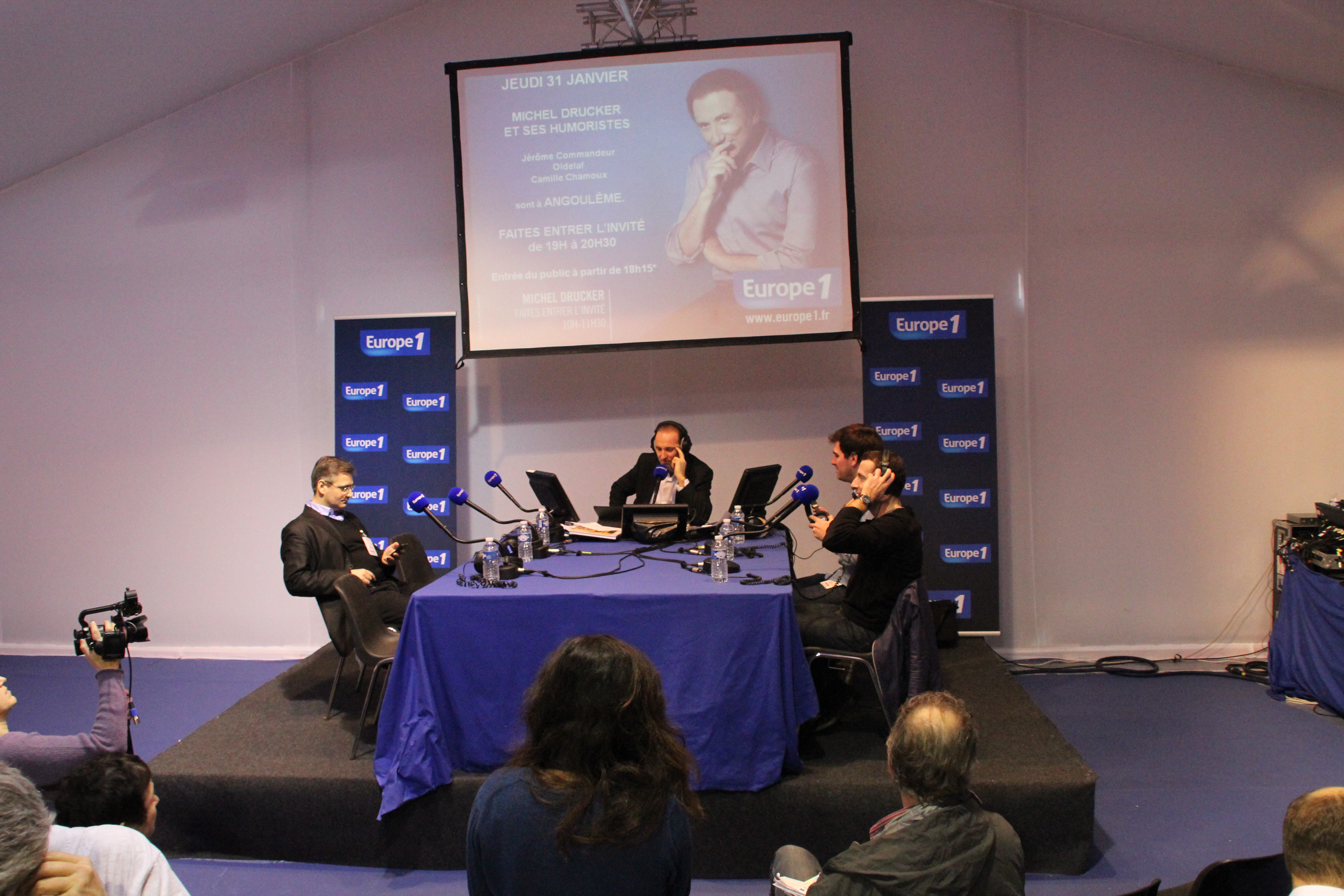
Plateau d'Europe 1 lors du Festival international de la bande dessinée d'Angoulême 2013. Une image de présentation de l'émission est affichée sur l'écran.

De nombreux humoristes et chroniqueurs entourent Michel Drucker durant ses deux années d'émission. Avant la rentrée 2011, quelques noms sont annoncés. Le 1er juillet 2011, Matthieu Noël, lors de sa dernière chronique du Temps de cerveau disponible dans Europe 1 Matin, est annoncé comme intervenant dans la prochaine émission de Drucker. Cette information est confirmée par Le Nouvel Observateur qui avance aussi les noms de Jérôme Commandeur et Mathieu Madénian.
Le 29 août 2011, Michel Drucker présente son émission à la presse lors de la rentrée de la station Europe 1, en présence de ses chroniqueurs Willy Rovelli, Matthieu Noël, Mathieu Madénian, Jérôme Commandeur, Walter, Faustine Bollaert, ainsi qu'avec sa complice Julie Leclerc. Leclerc assure donc le rôle de « meneuse de jeu » pour les trois émissions du matin, celle-ci étant également présente dans l'émission de Bruce Toussaint ainsi que dans celle de Jean-Marc Morandini. En plus de ces chroniqueurs, pour le début de cette première saison, il faut citer Charlotte Gabris et Camille Chamoux.
Le chanteur Oldelaf annonce, en novembre 2011, que Michel Drucker l'a invité à rejoindre son équipe pour une intervention mensuelle, appelé la Tristitude du mois, qui sera une variante de sa chanson La Tristitude. Sa première chronique est prévue pour le 5 décembre 2011. Lors de l'avant-dernière émission de la saison, Camille Combal rejoint l'équipe de Faites entrer l'invité et il reste pour la seconde saison.
Entre les deux saisons, Faustine Bollaert quitte l'émission ainsi qu'Europe 1. En juin 2012, elle est annoncée comme remplaçante d'Estelle Denis, à la tête de 100 % Mag sur M6. La troupe de Michel Drucker enregistre un second départ : Walter retourne à la matinale de France Inter. Cependant, d'autres chroniqueurs rejoignent l'équipe comme l'imitatrice Sandrine Alexi, Sören Prévost, Malik Bentalha, Nicolas Bouvard et Océane Rose Marie.
Sandrine Alexi fait sa dernière chronique le 29 mars 2013 et ne réapparait plus dans l'émission. Océane Rose Marie ne fait que quelques chroniques avant de partir pour On va tous y passer sur France Inter. Camille Combal arrête quant à lui le 18 juin 2013, Nicolas Bouvard chante sa dernière chanson le 19 juin 2013, Oldelaf, Sören Prévost et Malik Bentalha concluent la veille de la dernière, le 20 juin 2013,,. Les autres animateurs participeront à la dernière émission de Faites entrer l'invité le 21 juin 2013.

### Liste des chroniqueurs

#### Saison 1

Logo de la chronique de Matthieu Noël « L'invité n'est pas celui que vous croyez ». Ce système de titre des chroniques sera oublié lors de la deuxième saison.

- Faustine Bollaert (« Message personnel »)
- Camille Chamoux
- Jérôme Commandeur (« Le p'tit cadeau »)
- Charlotte Gabris
- Mathieu Madénian (« Portrait »)
- Matthieu Noël (« L'invité n'est pas celui que vous croyez »)
- Oldelaf
- Willy Rovelli (« Les remerciements de Willy »)
- Walter (« Portrait »)

#### Saison 2
- Sandrine Alexi
- Malik Bentalha
- Nicolas Bouvard
- Camille Chamoux
- Camille Combal
- Jérôme Commandeur
- Charlotte Gabris
- Mathieu Madénian
- Matthieu Noël
- Oldelaf
- Sören Prévost
- Océane Rose Marie
- Willy Rovelli
- Tom Villa

## Audiences

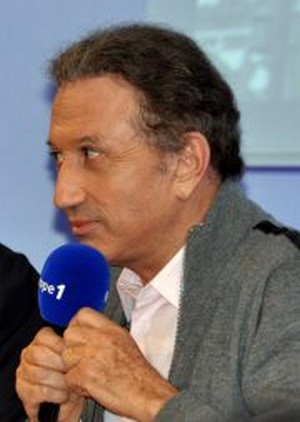
Michel Drucker, présentant Faites entrer l'invité, durant le Festival de Cannes 2012.

Le programme est en concurrence directe avec deux autres émissions d'humour : À la bonne heure, diffusée sur RTL et animée par Stéphane Bern, transfuge de France Inter à l'été 2011, ainsi qu'avec France Inter qui propose Les Affranchis d'Isabelle Giordano en 2011-2012 puis On va tous y passer de Frédéric Lopez en 2012-2013.
Les premiers résultats d'audience arrivent en novembre 2011. Sur la période septembre/octobre 2011, l'émission rassemble 30 000 auditeurs supplémentaires, selon radioactu.com, par rapport à la dernière étude, sur la fin de matinée. Un mois plus tard, le journaliste Olivier Bonnefon, dans une interview de Michel Drucker pour Sud Ouest, affirme qu'il « renoue avec un concept à succès » et que « l'audience a répondu présent dès septembre ». Cependant, Europe 1 perd 129 000 auditeurs, à la même tranche, en comparaison à l'année dernière.
Lors de la dernière étude de l'année 2011, portant sur la période novembre/décembre, Aude Dassonville, de Télérama, écrit que « rien ne va plus » au niveau des audiences pour Europe 1, visant en particulier Faites entrer l'invité ainsi que le journal de la mi-journée de Guillaume Cahour.
Denis Olivennes avoue, en janvier 2012, que « Michel Drucker n'a pas encore décollé » mais renouvelle sa confiance dans cette émission. L'année démarre bien pour la station Europe 1 ainsi que l'émission de Drucker, qui progresse de 46 000 auditeurs,. Cependant, lors de l'étude suivante, portant sur la période avril-juin 2012, l'émission n'arrive pas à se hisser parmi les bonnes performances de la station.
Après les grandes vacances 2012, les résultats Médiamétrie, pour la période septembre-octobre 2012, sont très mauvais pour Drucker et ses chroniqueurs. Le site Ozap annonce Faites entrer l'invité comme le grand perdant de cette nouvelle vague, avec ses 543 000 auditeurs, perdant 14 % de son auditoire par rapport à la rentrée 2011. L'écart se creuse entre l'émission d'Europe 1 et Les Grandes Gueules sur RMC. La dernière étude de 2012 (novembre/décembre) donne de l'air à l'émission, qui gagne 27 000 auditeurs par rapport à l'année dernière, affichant le chiffre de 595 000 auditeurs.
Cependant, elle subit une nouvelle grosse baisse, restant suivie par 517 000 auditeurs fidèles pour janvier-mars 2013 ; sur une année, elle perd près de 100 000 auditeurs. La dernière vague d'audience, pour la période avril-juin 2013, montre une moyenne de 520 000 auditeurs pour Faites entrer l'invité.
| Période   | Sep.-oct. 2011 | Nov.-déc. 2011 | Jan.-mars 2012 | Avr.-juin. 2012 | Sep.-oct. 2012 | Nov.-déc. 2012 | Jan.-mars 2013 | Avr.-juin 2013 |
| --------- | -------------- | -------------- | -------------- | --------------- | -------------- | -------------- | -------------- | -------------- |
| Auditeurs | NC             | 568 000        | 617 000        | NC              | 543 000        | 595 000        | 517 000        | 520 000        |

## Postérité

### Reprise du créneau

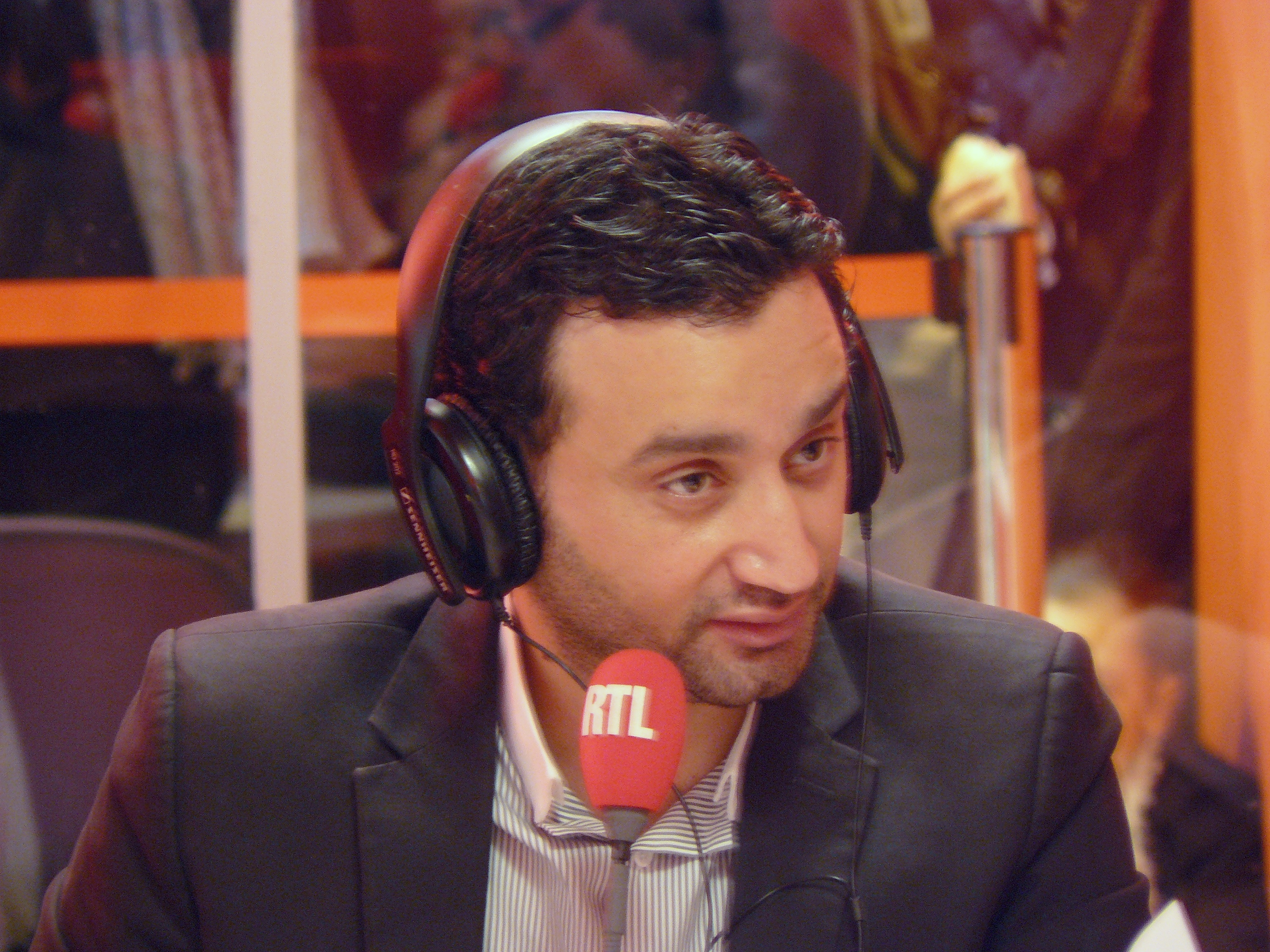
Cyril Hanouna (ici en 2010) reprend la case horaire de Faites entrer l'invité avec une nouvelle émission, Les Pieds dans le plat.

Pour Daniel Psenny du Monde, « Europe 1 cherche toujours sa voie », affichant des audiences en baisse. Selon lui, le changement de grille fait deux victimes en la personne de Bruce Toussaint et Michel Drucker.
Faites entrer l'invité est remplacé par Les pieds dans le plat qui débute le 26 août 2013 de 10 h 30 à 12 h 30. Entouré par une équipe de chroniqueurs, Cyril Hanouna accueille un ou plusieurs invités et rythme l'émission de jeux avec les auditeurs, ses invités mais aussi avec des infos insolites. L'émission réalise de bons résultats pour la période septembre-octobre 2013 avec une moyenne de 573 000 auditeurs. Au début de l'année 2014, Aude Dassonville de Télérama fait le constat que « Cyril Hanouna a pratiquement remonté la pente que Michel Drucker avait descendu tout schuss avec Faites entrer l'invité ».

### Activités des membres
En août 2013, Michel Drucker déclare que « la station [Europe 1] a pris un risque en mettant Cyril Hanouna à [sa] place », avançant l'argument qu'ils ne partagent pas le même public. Plus tard, il n'hésite pas à encourager Hanouna et à même participer à son émission Touche pas à mon poste ! sur D8,. Non retenu dans la grille des programmes d'Europe 1, il se contente de ses activités télévisuelles et sort un nouveau livre, intitulé De la lumière à l'oubli.
Du côté des chroniqueurs, Sandrine Alexi continue d'être l'une des voix des Guignols de l'info. Le 1er octobre 2013, elle repart en tournée avec son spectacle Sandrine Alexi imite les stars. Matthieu Noël et Jérôme Commandeur restent sur Europe 1 et interviennent dans l'émission Europe soir de Nicolas Poincaré. Malik Bentalha joue son one-man-show Malik Bentalha se la rencontre et interprète des petits rôles cinématographiques. Camille Chamoux continue son nouveau spectacle Née sous Giscard puis signe le scénario du film Les Gazelles dans lequel elle joue également.
Camille Combal intervient toujours dans l'émission Touche pas à mon poste ! de Cyril Hanouna et est nommé à la présentation d'Est-ce que ça marche ? sur D8 avec Ariane Massenet. Il intègre l'équipe de chroniqueurs des pieds dans le plat qui remplacera Faites entrer l'invité. Quant à Charlotte Gabris, elle joue son spectacle Comme ça c'est mieux ! au Théâtre de Dix heures jusqu'au 28 décembre 2013 avant d'exercer sur la scène du Splendid en 2014,.
En mai 2013, Mathieu Madénian part en tournée avec son spectacle et reste dans l'équipe des humoristes de Vivement Dimanche, présenté par Michel Drucker. Après être intervenu quelques fois dans cette même-émission, Oldelaf enregistre son deuxième album solo Dimanche qui sort le 27 janvier 2014.
Sören Prévost apparaît dans la mini-série Pep's après l'arrêt de l'émission. Enfin, Willy Rovelli devient un nouveau personnage du jeu Fort Boyard sur France 2 et présente la nouvelle version de L'École des fans sur Gulli,.